# East Lansing
East Lansing város az Amerikai Egyesült Államok Michigan államában. Népessége a 2010-es népszámlálás szerint 48.579 fő volt.

## Fekvése
A város Michigan fővárosától, Lansingtől keletre fekszik. Nagy része Ingham megyében fekszik, míg egy kisebb része Clinton megyében található.

## Története
Olyan földön fekszik, amelyik fontos terület volt a Potawatomi és a Fox nevű őslakos amerikai csoportoknak.
A telelpülést 1847-ben alapították.
1850-ben létrehozták a Lansing and Howell Plank Road Company-t a Detroit és Lansing közötti út megépítésére. Az utat 1853-ban fejezték be.

## Felsőoktatás
A városban található a Michigani Állami Egyetem (MSU), amelyet 1855-ben alapítottak.

## Képgaléria

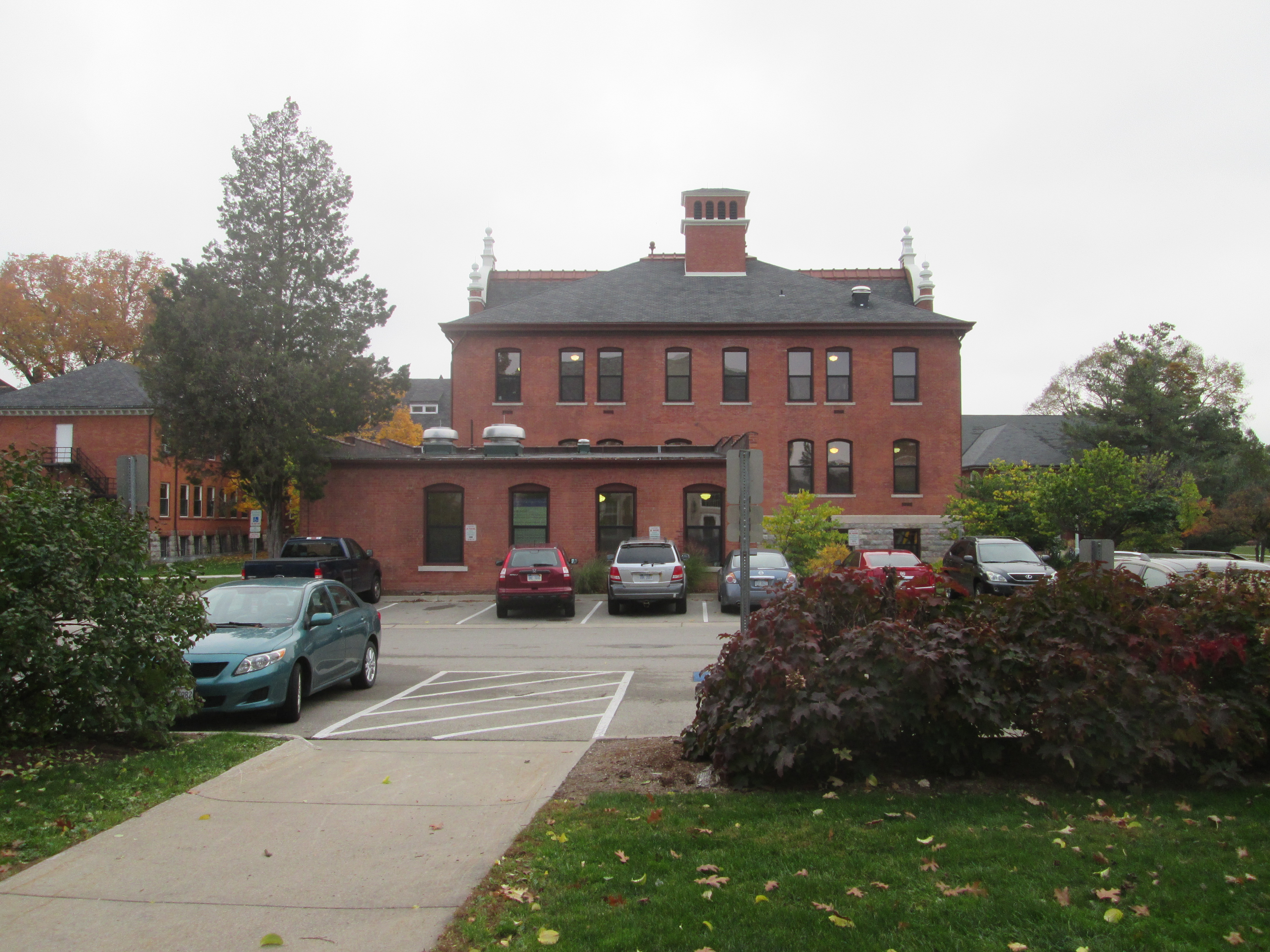
Az egyetem campusa
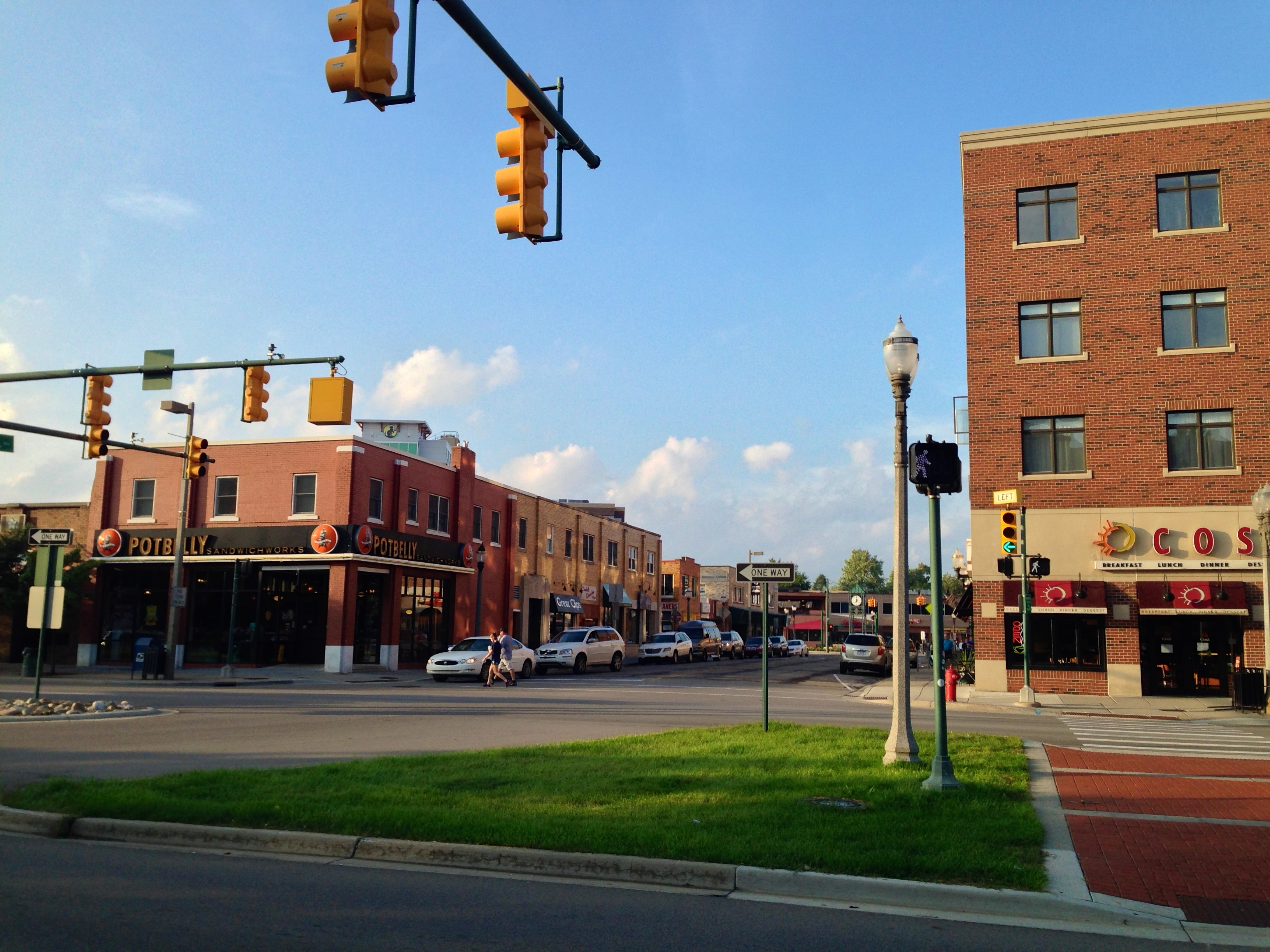
A Grand River Avenue látképe
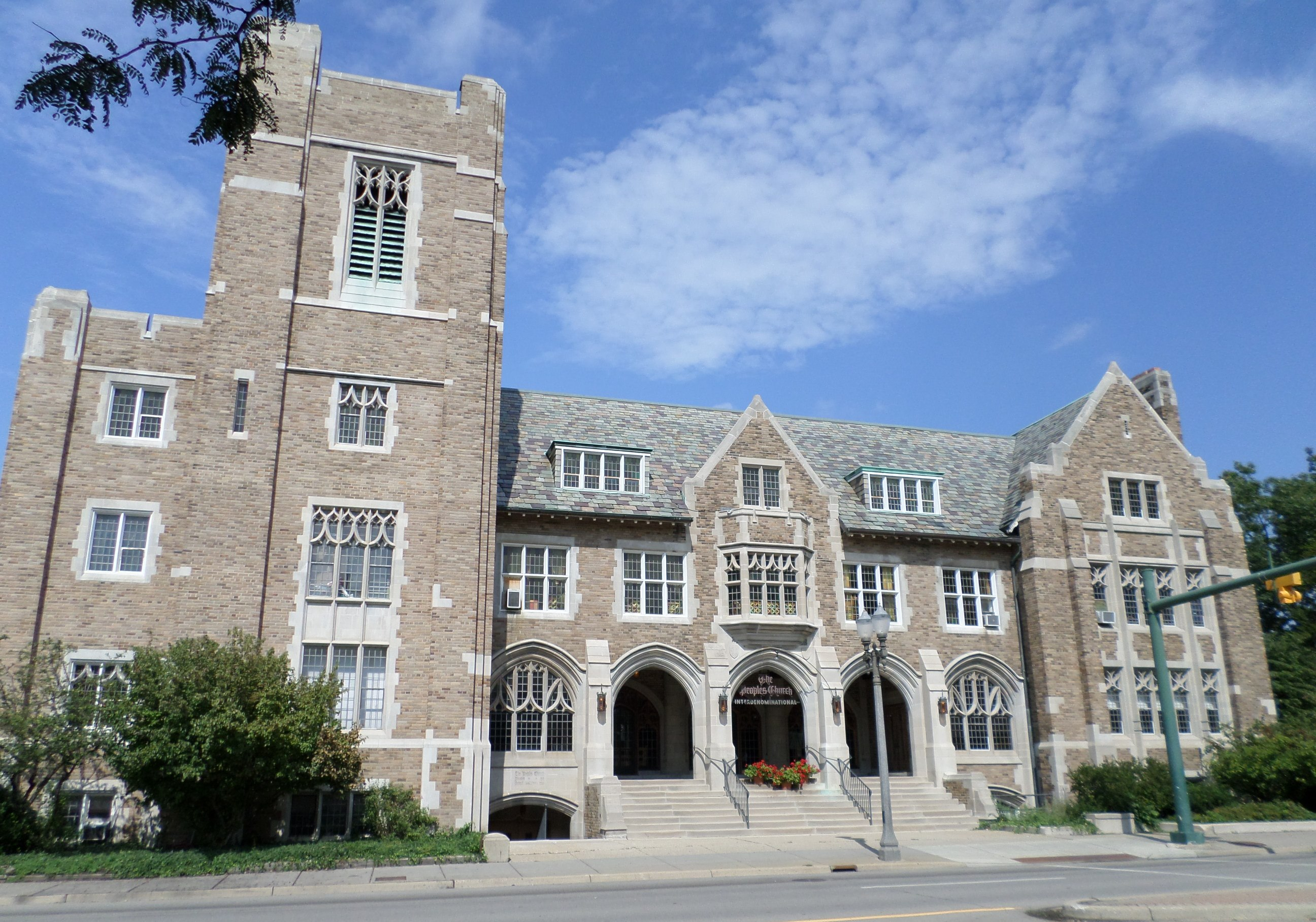
A The Peoples-templom